# Morne Marie-Galandais
Le morne Marie-Galandais est un sommet situé sur l'île de Basse-Terre en Guadeloupe. S'élevant à 566 mètres d'altitude, il se trouve sur la commune de Capesterre-Belle-Eau.
Il jouxte le Grand Étang dans le parc national de la Guadeloupe,.